# Джеймс, Брайан
Брайан Джеймс (Brian James; наст. имя — Брайан Робертсон, Brian Robertson; 18 февраля 1955, Хаммерсмит, Большой Лондон — 6 марта 2025, Хаммерсмит, Лондон, Англия) — британский рок-музыкант, наибольшую известность получивший как основатель, гитарист и один из основных авторов панк-группы The Damned.

## Биография
Брайан Джеймс начал свою музыкальную карьеру в прото-панк-группе Bastard, которую возглавлял вокалист Алан Уорд. Музыкальные вкусы начинающего музыканта сформировали Stooges, MC5, New York Dolls. Некоторое время он репетировал в составе London SS, не оставившей после себя записанного материала.
В 1975 году вместе с Рэтом Скэбисом и Кэптеном Сенсиблом образовал трио, выступавшее под названиями Subterraneans и Masters of the Backside. Год спустя в группу пришёл вокалист Дэйв Вэниан — так образовалась группа The Damned, наряду с Sex Pistols и Clash, сформировавшая авангард первой волны панк-рока. Считается, что именно Damned выпустили первый британский панк-сингл («New Rose») и первый британский панк-альбом (Damned Damned Damned). С The Damned Джеймс записал два альбома, и после выхода Music for Pleasure покинул состав.
В 1979 году Джеймс выпустил соло-сингл «Ain’t That a Shame», записанный при участии Стюарта Копленда, барабанщика The Police; релиз остался незамеченным, и музыкант решил не продолжать сольную карьеру. Приняв участие в записи альбома The Saints Out in the Jungle (1982), Джеймс перешёл затем в The Lords of the New Church, группу Стива Бэторса, с которой записал три альбома.
Джеймс играл также с группой Игги Попа, хоть ни разу и не записался с ней в студии. Впрочем, с его участием были созданы концертные альбомы: Heroin Hates You, Nuggets (1999), сборник демо- и концертных записей.
Несмотря на то, что официально Джеймс выпустил с The Damned лишь два студийных альбома, в 1990-х года начали выходить заметные сборники группы с его участием, в частности, Peel Sessions #1 (1990), Sessions of the Damned (1994), Box Set (1999), Eternal Damnation Live (1999), Live: Anthology (2000).
В 1992—1996 годах Джеймс играл с группой The Dripping Lips, базировавшейся в Брюсселе и игравший грубый панк-рок, созвучный ранним работам The Damned. В 1992 году Робби Келман пригласил его к участию в работе над саундтреком к фильму «Abracadabra» (реж. Харри Клевен), он был выпущен EMI в странах Бенилюкса. Ready to Crack, второй альбом Dripping Lips, был записан с продюсером Джимми Миллером (известным по сотрудничеству с Rolling Stones, Traffic, Motorhead, Primal Scream и др.) В США альбом вышел на Total/Alive. Келман организовал продолжительное американское турне, однако вскоре оно по просьбе Джеймса было прервано, и The Dripping Lips распались. Брайан Джеймс возглавил собственный коллектив The Brian James Gang; он же — единственный участник оригинального состава The Lords of the New Church в новом варианте группы.
В начале XXI века Джеймс собрал супергруппу Mad for the Racket, в состав которой вошли Уэйн Крамер, Дафф Маккэган, Стюарт Копленд и Клем Берк. Группа выпустила альбом Racketeers (2001).
Скончался 6 марта 2025 года в возрасте 70 лет.

## Дискография

### Альбомы

#### The Damned
- Damned Damned Damned (1977)
- Music for Pleasure (1977)

#### Mad for the Racket
- Racketeers (2001)[7]